# Oberes Tor Weitra

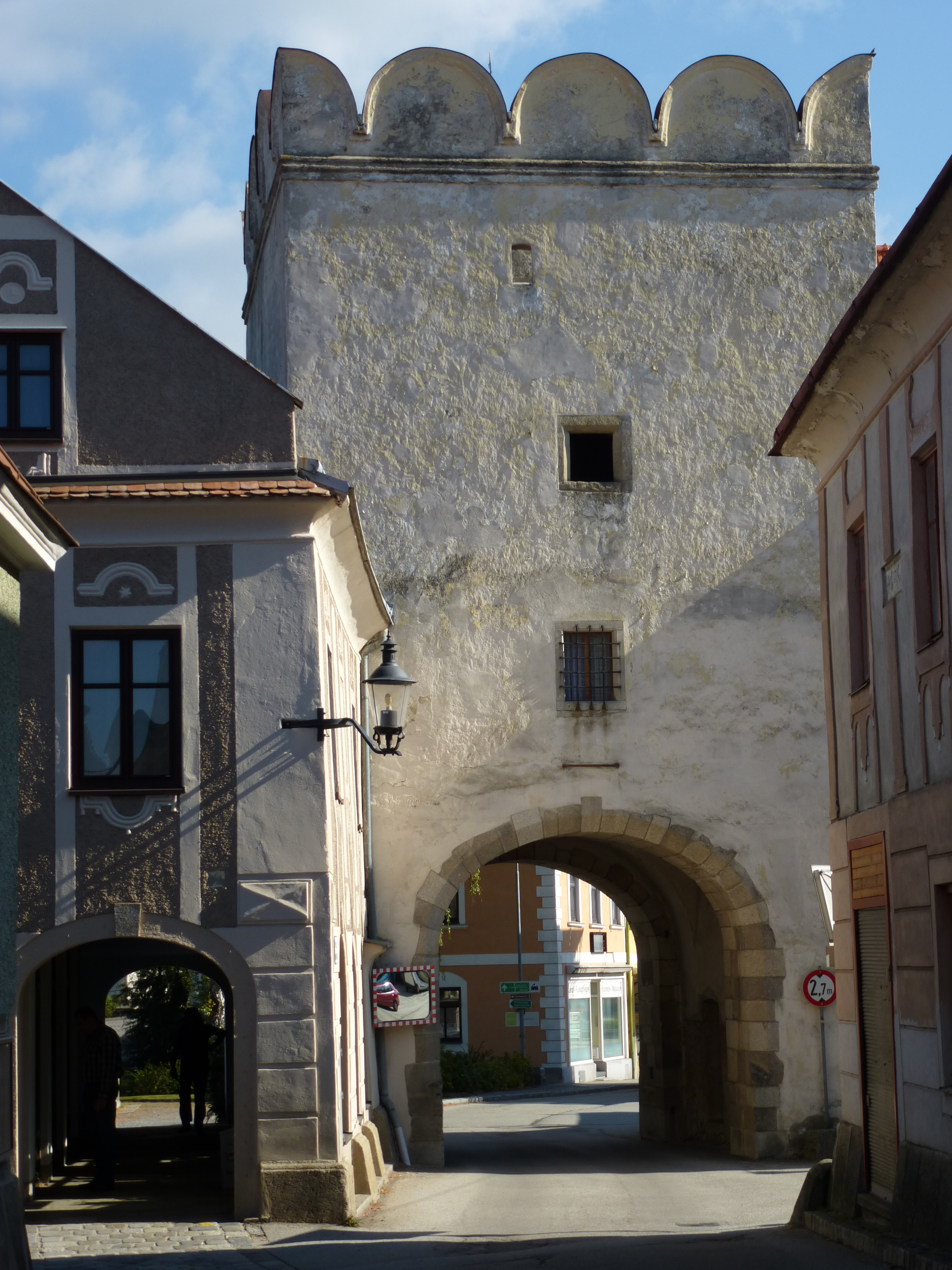
Stadtseitige Ansicht des Oberen Tores in Weitra

Das Obere Tor ist ein Stadttor der Stadtbefestigung der Stadt Weitra in Niederösterreich. Das Gebäude steht unter Denkmalschutz.

## Geschichte
Das Obere Tor im Osten der Stadtbefestigung – auch Zwettlertor genannt – wurde 1526 erbaut. Das Untere Tor im Westen wurde 1885 abgetragen, wobei Mauerreste beim Haus Untere Landstraße Nr. 153 erhalten sind.

## Architektur
Das Obere Tor hat ostseitig einen flachbogigen Torbogen, welcher 1967 erweitert wurde. Der Torbogen steht zwischen zwei Zungenmauern. Über einem schlichten Rechteckfenster besteht ein vorgeblendetes Gebälkstück mit der Inschrift Stadt Weitra und darüber ein Wappen mit den Darstellungen Doppeladler, Stadt Weitra, Fürstenberg aus 1693 und 1967 rekonstruiert. Der obere Abschluss des Torturmes hat Geschützschießscharten und bekrönende Rundzinnen aus dem Ende des 16. Jahrhunderts.